# Abaqus
ABAQUS是一款商业性的通用非线性有限元素法软件，用于机械、土木、电子等行业的结构和场分析。ABAQUS早年属于美国HKS公司的产品，于2005年中期卖给了达索公司，该软件又被称为达索SIMULIA。ABAQUS的主要模块包含可视化图形界面CAE、隐式求解器STANDARD、显式求解器EXPLICIT三部分，还包含其它若干特殊功能模块。
ABAQUS进入中国市场晚于ANSYS，其普及率不如ANSYS。
ABAQUS的名称来自abacus，英文为计算器、算盘之意。ABAQUS早年的logo就是一把中国人常用的算盘，后来logo有所变化，但是仍然可以看到算盘珠的影子。
ABAQUS二次开发分为基于Fortran的子程序开发和基于Python的GUI开发。